# Koekange

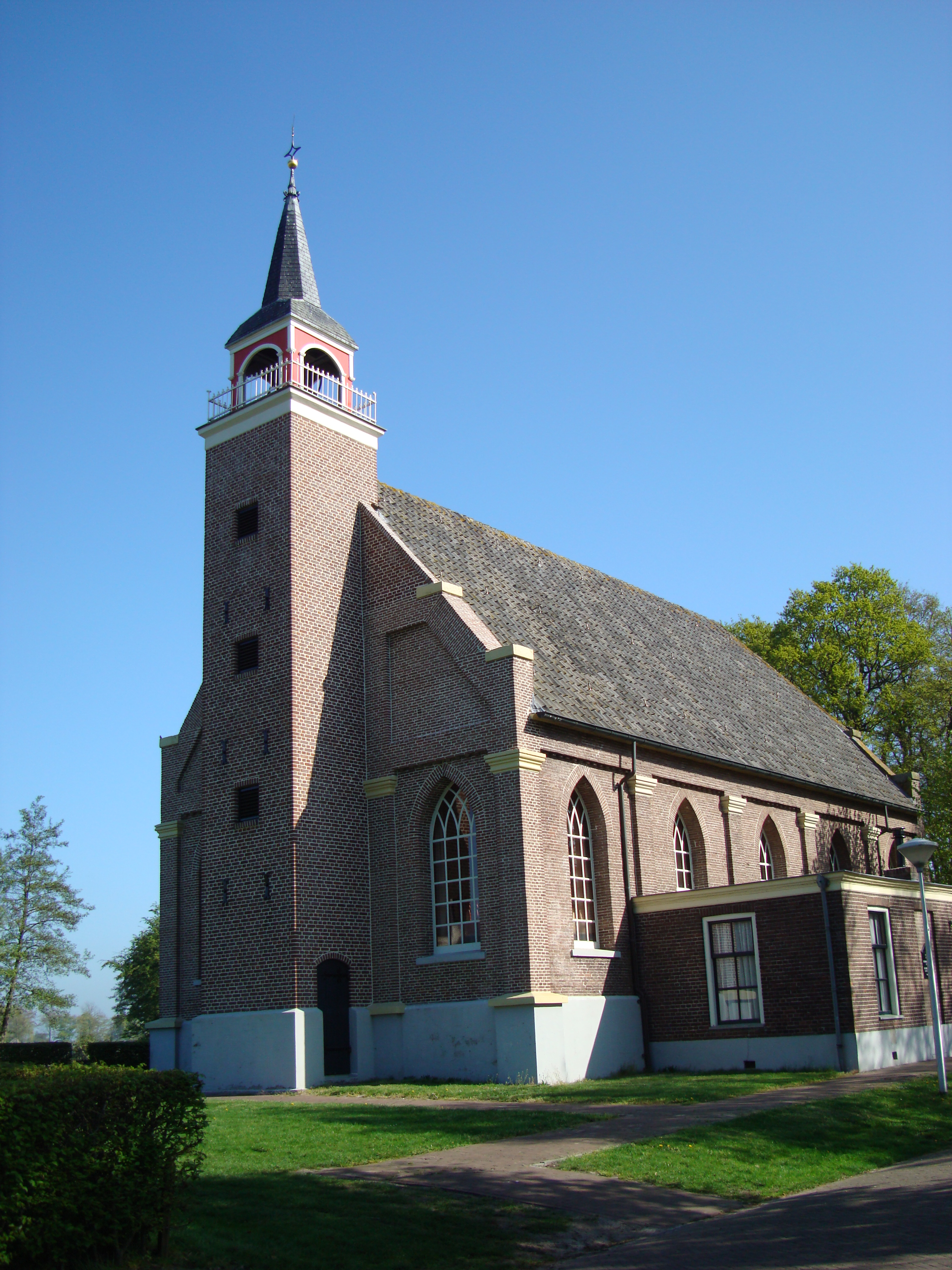
Hervormde zaalkerk

Koekange is een dorp in de Nederlandse provincie Drenthe, gemeente De Wolden, met 2.575 inwoners.

## Geografie
De omgeving van Koekange bestaat uit een weidelandschap met de kenmerkende strokenverkaveling. Oorspronkelijk was de plaats een lintdorp, maar er is door nieuwbouw na de Tweede Wereldoorlog een echte dorpskern ontstaan.

## Geschiedenis
Koekange is een randveenontginning, ontstaan in de middeleeuwen in het Echtenerveen. Het wordt voor het eerst vermeld in 1290. In 1331 kreeg Koekange toestemming om een eigen kerk te bouwen. Vóór 1331 ging men ter kerke in Blijdenstein. De kerk was gewijd aan Sint-Jan de Doper.
De naam betekent, net als die van het Utrechtse Kockengen, Luilekkerland (Pais de Cocagne, in het Middelnederlands Cockaengen). De naam werd door de ontginners gegeven om de veenontginning in een positief daglicht te stellen en troost te bieden tegen de bitterheid van het dagelijks bestaan. Op basis van volksetymologie wordt ook wel de verklaring koe-gange gegeven, maar die verklaring is wetenschappelijk niet te staven.
Koekange had tussen 1870 en 1938 en gedurende enkele maanden in 1940 een spoorwegstation (station Koekange) aan de spoorlijn Meppel - Groningen. Het gebouw werd pas in 1970 gesloopt.
Op 15 januari 1992 verdween de destijds 15-jarige Willeke Dost uit het huis van haar pleegouders in Koekange en werd nooit meer gevonden. De verdwijning van Willeke Dost werd een van de meest spraakmakende vermissingszaken van Nederland.

## Bezienswaardigheden
- Hervormde zaalkerk uit 1834 aan de Kerklaan 8.[2]
- Bedrijfsgebouwen van het Waterschap uit ongeveer 1925 aan de Koekangerdwarsdijk.
- Twee boerderijen in art-nouveaustijl aan de Dorpsstraat 5 en 68.
- Beeld Zomergasten van Cune van Groeningen.
- Pingoruïne aan de weg van Koekange naar Broekhuizen.

## Voorzieningen
Het dorp beschikt over een openbare en een protestants-christelijke basisschool, sportvelden, voetbalclub Vitesse '63, korfbalvereniging KIA, tennisvereniging De Marke, een supermarkt met postagentschap, een horecagelegenheid en enkele andere winkels.

## Bekende inwoners

#### Geboren
- Jan ten Kate (1964), politicus

#### Overleden
- Willem Hiddingh sr. (1702-1769), schulte